# George Sullivan
George M. Sullivan, född 13 mars 1981 i Red Bank i New Jersey, är en amerikansk MMA-utövare som sedan 2014 tävlar i organisationen Ultimate Fighting Championship.